# Сент-Онж, Райан
Райан Сент-Онж (англ. Ryan St. Onge; род. 7 февраля 1983 года) — бывший американский фристайлист, выступавший в лыжной акробатике. Чемпион мира, участник двух Олимпиад.

## Карьера
С 1996 года Сент-Онж являлся членом национальной сборной США, выступавшей на международном уровне. На начальном этапе выступал не только в лыжной акробатике, но и в могуле. В январе 1999 года дебютировал в Кубке мира на домашнем этапе в Хевенли, где стал 13-м.
С 2000 года стал стабильно попадать в сборную на этапы Кубка мира, но не смог пробиться в олимпийскую сборную США на Игры-2002. В 2003 году дебютировал на мировых первенствах. В Дир Вэлли он пробился в финал, где выступил неудачно, заняв последнее 12-е место.
Два года спустя в том же Дир Вэлли одержал первую в карьере победу на этапе Кубка мира, на первенстве мира в Куусамо стал шестым, а также взял «золото» на чемпионате США.
В 2006 году выступил на Олимпиаде в Турине, но показал в квалификации только 16-й результат и не пробился в основные соревнования.
Самым удачным в карьере Сент-Онжа стал сезон 2008/09. Он выиграл два этапа, а в конце сезона добавил к этим успехам победы на национальном чемпионате и на чемпионате мира, который прошёл в Японии. 
В качестве действующего чемпиона мира Сент-Онж приехал на Олимпиаду в Ванкувере. Там он показал второй результат в квалификации, а в финальном раунде остался четвёртым, менее трёх баллов уступив китайскому фристайлисту Лю Чжунциню. В 2011 году американец не смог защитить звание чемпиона мира (21-е место в квалификации), после чего завершил карьеру.